# Tano
Tano  è un nome proprio di persona italiano maschile.

## Varianti
- Alterati: Tanino[2][3], Tanuccio, Tanuzzo
- Femminili: Tana[1][3]
  - Alterati: Tanina[3]

## Origine e diffusione
Generalmente si tratta di un ipocoristici del nome Gaetano; in Sardegna, limitatamente alla forma Tanino, viene usato per abbreviare il nome Stefanino. 
In aggiunta, viene usato come soprannome anche per persone che si chiamano con nomi del tutto non correlati (come ad esempio Giuseppe). È accentrato per più della metà in Sardegna e Sicilia.

## Onomastico
L'onomastico si festeggia lo stesso giorno del nome da cui deriva; nel caso di Gaetano, solitamente il 7 agosto in memoria di san Gaetano di Thiene, nel caso di Stefano in genere il 26 dicembre in memoria di santo Stefano, protomartire.

## Persone
- Tano Badalamenti, criminale italiano
- Tano Cimarosa, attore, sceneggiatore e regista italiano
- Tano D'Amico, fotografo italiano
- Tano Festa, artista, pittore e fotografo italiano

### Variante Tanino
- Tanino Liberatore, fumettista, illustratore e pittore italiano

## Musica
- Tano, singolo di Carmen Consoli del 2018

## Il nome nelle arti
- Tano da morire è un musical dedicato alla mafia ma anche allo stile di vita siciliano, visti in un'ottica di allucinazione e con numerosi risvolti grotteschi. È ispirato ad una storia vera, l'omicidio di Tano Guarrasi, macellaio di Palermo per copertura, ma importante esponente della mafia.
- My Name Is Tanino è un film di Paolo Virzì.
- Tano Cariddi è il nome dell'antagonista del Commissario Cattani (Michele Placido) nel serial La piovra. È impersonato da Remo Girone.